# 김경동
김경동(金璟東,1936년 - , 경상북도 안동 출생)는 대한민국의 사회학자이다. 서울대학교 사회학과 교수를 역임하였으며 현재는 동 대학 명예교수, KAIST 초빙교수, 실천신학대학원대학교 석좌교수로 재직 중이다.

## 학력
- 서울대학교 사회학과 졸업
- 서울대 대학원 사회학과
- 미시간대학교 대학원 사회학 석사
- 코넬대학교 대학원 사회학 박사

## 경력
- 1961 ~ 1967 : 서울여자대학교 사회학과 전임강사
- 1965.03 ~ 1967.12 : 서울여자대학교 사회학과 조교수
- 1965 ~ 1966 : 미국 Hawaii大 동서문화센터 연구원
- 1968 ~ 1971 : 서울대학교 문리대 전임강사
- 1971 ~ 1972 : 미국 노스캐롤라이나주립대학교 전임강사
- 1972.08 ~ 1976 : 미국 노스캐롤라이나주립대학교 조교수
- 1976.08 ~ 1977 : 미국 노스캐롤라이나주립대학교 부교수
- 1977.04 ~ 1982.11 : 서울대학교 사회학과 부교수
- 1982.11 ~ 2002.02 : 서울대학교 사회학과 교수
- 1983 ~ 1986 : 서울대학교 사회과학연구소장
- 1984 ∼1994 : 서울특별시 도시계획위원
- 1986 : 미국 Wilson Center 연구교수
- 1989 : 서울대학교 기획실장
- 1989 : 한국사회학회 회장
- 1991 : 프랑스 사회과학대학원(EHESS) 초빙교수
- 1991 ∼1993 : KBS시청자의견수렴위원회 위원장
- 1993 ~ : 서울시21세기위원회위원
- 1994 ~ : 통일원통일정책평가위원회위원
- 1996.01 ~ 1998.02 : 미국 듀크대학교 초빙교수
- 1996 : 미국 Duke大 아·태연구소 겸임교수
- 1999.06 : 정보사회학회 회장, 시민사회포럼 운영위원장
- 2001.08 ~ : KDI 국제정책대학원 초빙교수
- 2002 : 국제인명센터(IBC) 등재
- 2002.02 ~ : 서울대학교 사회학과 명예교수
- 2002.07 ~ : 대한민국학술원 인문사회 제5분과 회원
- 2007.03 ~ : 실천신학대학원대학교 석좌교수
- 카이스트 경영대학 초빙교수
- 2010 : 마르퀴즈 후즈 후 인 더 월드 등재
- 정보사회학회 고문

## 주요 저서
- 현대의 사회학 - 박영사
- 노사관계의 사회학 - 경문사
- 한국교육의 사회학적 진단과 처방 - 집문당

## 수상
- 1993년 제 19회 중앙문화대상 중앙일보 학술대상
- 2001년 제16회 성곡학술문화상 성곡학술문화재단 인문사회과학부문
- 2013년 제1회 탄소문화상 대상
- 2014년 제28회 인촌상 인문사회분야